# ويليام ماي (ملحن)
ويليام ماي (بالإنجليزية: William May)‏ هو ملحن أسترالي، ولد في 30 أغسطس 1953، وتوفي في 31 ديسمبر 2009.

## وصلات خارجية
- ويليام ماي على موقع قاعدة بيانات برودواي على الإنترنت (الإنجليزية)